# Gaélico escocés
El gaélico escocés (Gàidhlig AFI: [ˈkaːlikʲ]) es una lengua indoeuropea de la rama celta, miembro de las lenguas goidélicas, que llegó a Escocia alrededor del siglo V, cuando los escotos de etnia gaélica y provenientes del norte de Irlanda se asentaron en la costa occidental, llevando una variedad del irlandés antiguo que sustituyó a la antigua lengua de los pictos hablada en la zona hasta entonces (de ahí su similitud con el gaélico hablado en Irlanda y la Isla de Man). Más tarde, los préstamos lingüísticos procedentes de los anglos y las invasiones vikingas irían relegando cada vez más el idioma, hasta que alrededor del 1500, durante el reinado de Jacobo IV, se crearon en las islas Hébridas las cortes locales y las escuelas de bardos, que fueron cuna del Sistema de Clanes de las Tierras altas y un refugio para la cultura y el idioma gaélico, fuertemente reprimido durante siglos. 
En la actualidad es hablado por unas 60 000 personas en las regiones norteñas de Escocia, cifra que representa menos del 1 % de la población escocesa —de un total de 5,1 millones—; para los que lo hablan, hay varios periódicos y programas de radio disponibles. El 21 de abril de 2005 se aprobó en el Parlamento de Escocia la ley que convierte al gaélico escocés en una de las lenguas oficiales de Escocia, junto al inglés. Se denomina siempre gaélico escocés [Scottish Gaelic] y no gaélico (para diferenciarlo del irlandés y el manés) o escocés [Scottish] (para no confundirlo con el escocés [Scots], lengua germánica cercana al inglés).

## Historia
El gaélico escocés es una de las lenguas tradicionales de los escoceses y la lengua histórica de la mayor parte de Escocia. No está claro desde cuándo se habla gaélico en Escocia. Aunque hay quien afirma que se hablaba en Argyll antes de la llegada de los romanos, parece que la fecha más segura es el siglo IV, con el reino de Dalriada, que unió la antigua provincia del Úlster, en el norte de Irlanda, con el oeste de Escocia, acelerando así la expansión del gaélico, a lo que también contribuyó el establecimiento de la iglesia gaélico parlante. La toponimia parece indicar que el gaélico ya se hablaba en el siglo V. 
Esta lengua acabó por desplazar la de los pictos al norte del río Forth y, hasta finales del siglo XV, se conocía en inglés como Scottis. Su declive comenzó en el continente del siglo XIII; dos siglos más tarde existía ya la divisoria Tierras Altas/Tierras Bajas. 
A comienzos del siglo XVI, los hablantes de Inglis le llamaban al gaélico Erse, esto es, irlandés, pasando a ser Scottis la colección de dialectos de inglés medio hablados en el reino de Escocia, y de ahí el moderno Scots o escocés. No obstante, el gaélico ocupa aún un lugar especial en la cultura escocesa y no fue nunca desposeído totalmente de su consideración como lengua nacional. Muchos escoceses, lo hablen o no, consideran que forma parte fundamental de su cultura nacional, si bien también hay quien lo considera una mera lengua regional de las Tierras Altas y de las islas. 
El gaélico cuenta con una tradición oral (beul aithris) y escrita muy rica, habiendo sido la lengua de la cultura bárdica de los clanes de la Tierra Alta durante varios siglos. La lengua preservó el patrimonio y adhesión a leyes y costumbres pre-feudales (como por ejemplo en el uso de las expresiones tuatha y dùthchas). Sufrió especialmente con las persecuciones padecidas por los habitantes de las Tierras Altas tras la Batalla de Culloden en 1746 y durante los Desalojos de las Highlands. Ciertas actitudes prefeudales aún se ven en las quejas y reclamaciones de la Liga Agraria de las Highlands de finales del siglo XIX. 
Es posible distinguir entre el gaélico de las Tierras Altas, que correspondería con el que se conoce como gaélico escocés y el gaélico de la Tierras Bajas, ahora extinto. Este último se hablaba en el sur de Escocia antes de la introducción del escocés de la Tierras Bajas. Sin embargo, no hay pruebas de la existencia de una frontera lingüística entre el norte y el sur, como tampoco entre Argyll y Galloway. Los dialectos en las dos márgenes del Estrecho de Moyle, que ligaban el gaélico escocés con el irlandés, también están extintos hoy en día.

## Distribución actual de los hablantes del gaélico en Escocia
El censo británico del año 2001 mostró un total de 58 652 hablantes en Escocia (1,2 % de la población mayor de tres años). Comparado con el censo del año 1991 ha habido una disminución de 7300 personas (11 % del total), esto significa que el gaélico sigue declinando en Escocia. Hasta ahora se hacen esfuerzos por revertir la situación, pero han tenido un éxito limitado.
Considerando los datos relativos a las parroquias civiles (lo cual permite un continuo estudio del estatus del gaélico desde el siglo XIX) dos circunstancias nuevas han tomado lugar que son relativas al declive del gaélico:
Ninguna parroquia civil tiene una proporción de hablantes del gaélico superior al 75 %, siendo Barvas (Barabhas) y Lewis (Leòdhas) las que tienen un mayor porcentaje (74 %).
El principal baluarte del gaélico continúan siendo las islas Hébridas Exteriores (Na h-Eileanan Siar) donde el porcentaje de hablantes va desde el 61 % al 50 % en todas las parroquias. La parroquia de Kilmuir en el norte de la isla de Skye (An t-Eilean Sgitheanach) está también sobre el umbral del 50 %.
Fuera de las Hébridas Exteriores las únicas áreas con un porcentaje significativo de hablantes son la isla de Tiree (Tiriodh) (41,4 %) de las Islas Hébridas Interiores (Na h-Eileanan a-staigh) y la isla de Lismore (Lios Mór) en el centro de las Tierras Altas occidentales (28,8 %). A pesar de esto, el peso del gaélico es muy reducido. De un total de casi 900 parroquias civiles en Escocia:
- Solo 9 de ellas tienen una proporción de hablantes del gaélico superior al 50 %.
- Solo 20 de ellas tienen una proporción de hablantes del gaélico superior al 25 %.
- Solo 39 de ellas tienen una proporción de hablantes del gaélico superior al 10 %.

Fuera de los principales gàidhealtachd (áreas donde se habla el gaélico) existe un número relativamente alto de hablantes, pero aislados de otros hablantes del gaélico tienen pocas oportunidades de usar la lengua corrientemente.

## Ortografía
El gaélico escocés se escribe con el alfabeto latino, usándose solo 18 letras para escribirlo:
a, b, c, d, e, f, g, h, i, l, m, n, o, p, r, s, t, u
La letra h, utilizada ahora sobre todo para indicar la lenición de una consonante y la aspiración, no se empleaba en la ortografía antigua, ya que la lenición se indicaba con un punto sobre la consonante. Las letras del alfabeto recibían nombres tradicionales de árboles: ailm (olmo), beith (abedul), coll (avellano), dair (roble), etc., aunque ya no se sigue esta norma. 
La calidad de las consonantes se indica en parte con las vocales que las rodean. Las vocales se clasifican como caol (‘delgadas’, o sea, e e i) o leathann (‘anchas’, o sea, a, o y u). La regla ortográfica es caol ri caol is leathann ri leathann (‘delgada a delgada y ancha a ancha’). Las consonantes delgadas se palatalizan, mientras que las anchas se velarizan. 
Debido la esta regla ortográfica, un grupo consonántico interior se debe rodear de vocales de la misma calidad para indicar su pronunciación sin ambigüedad, dado que algunas consonantes mudan su pronunciación dependiendo de si se rodean con vocales anchas o delgadas. Como por ejemplo, la t de slàinte ([slaːntʃə]) con t de bàta ([paːtə]).
Esta regla no afecta la pronunciación de las vocales. Como por ejemplo, los plurales en gaélico se forman habitualmente con el sufijo an: bròg, [proːk] (‘zapato’)/brògan, [proːkən] (zapatos). Pero debido a la regla ortográfica, el sufijo se escribe -ean (aunque pronunciado igual) después de una consonante delgada, como en taigh, [tʰɤj] (‘casa’)/taighean, [tʰɤjən] (‘casas’).
A partir de 1976, la Comisión de Exámenes de Escocia introdujo determinadas modificaciones a esta regla. Como por ejemplo, el sufijo del participio de pasado siempre se escribe -te, incluso después de una consonante ancha, como en togte (‘elevado’), y no el tradicional togta. Cuando coinciden pares de vocales, no siempre está claro qué vocal se debe pronunciar y cuál se introdujo para satisfacer esta regla ortográfica. 
Las vocales acentuadas omitidas en el habla también se pueden omitir en la escrita informal. Como por ejemplo: 
Tha mi an dòchas (‘Espero’) → Tha mi ’n dòchas
Una vez aprendidas las reglas ortográficas, la pronunciación de los textos escritos resulta bastante predecible. 
Los signos diacríticos utilizados por el gaélico son el acento grave (`) y el acento agudo (´). El acento grave es el más usado para marcar las vocales largas y marca en el caso de la ò [ɔ:] y è [ɛ:] un sonido distinto al de la é [e:] y o [o:].

## Pronunciación
La mayoría de las letras se pronuncia de manera semejante a otras lenguas europeas. Las consonantes anchas t y d y, con frecuencia, n tienen una articulación dental (como el irlandés y las lenguas románicas y eslavas, en contraste con la articulación alveolar típica del inglés y otras lenguas germánicas. La r no palatal es una vibración alveolar, como la rr del gallego. 
Las consonantes oclusivas «sonoras» b, d, g no lo son en el gaélico, sino más bien no aspiradas sordas. Las oclusivas «sordas» p, t, c son sordas y se pronuncian con una aspiración fuerte (postaspiradas en posición inicial, preaspiradas en posición medial o final). El gaélico comparte esta propiedad con el islandés. En algunos dialectos gaélicos, las oclusivas al inicio de una sílaba acentuada sonorizan si las sigue una consonante nasal. Como por ejemplo, taigh (‘una casa’) es [tʰɤi], pero an taigh, (‘la casa’) es [ən dʰɤi]. También ocurre tombaca (‘tabaco’), [tʰomˈbaxkə].
Las consonantes con lenición tienen pronunciaciones especiales: bh y mh son [v]; ch es [x] ou [ç]; dh, gh es [ʝ] o [ɣ]; th es [h], [ʔ] o muda. La lenición de l, n y r no se muestra en la escrita. 
fh es casi siempre mudo, con solo tres excepciones: fhèin (‘mismo’), fhathast (‘aún’) y fhuair (forma independiente de pasado del verbo irregular faigh, a’ faighinn ‘encontrar’, ‘obtener’), en que se pronuncia [h].
| Radical    | Radical  | Radical    | Lenición   | Lenición | Lenición |
| Ortografía | Ancha    | Delgada    | Ortografía | Ancha    | Delgada  |
| ---------- | -------- | ---------- | ---------- | -------- | -------- |
| b          | [p]      | [p]        | bh         | [v]      | [v]      |
| c          | [kʰ, xk] | [kʰʲ, çkʲ] | ch         | [x]      | [ç]      |
| d          | [t]      | [tʃ]       | dh         | [ɣ]      | [j]      |
| f          | [f]      | [f]        | fh         | muda     | muda     |
| g          | [k]      | [kʲ]       | gh         | [ɣ]      | [j]      |
| l          | [ɫ]      | [ʎ]        | l          | [ɫ]      | [l]      |
| m          | [m]      | [m]        | mh         | [v]      | [v]      |
| n          | [nɰ]     | [ɲ]        | n          | [n]      | [n]      |
| p          | [pʰ, hp] | [pʰ, hp]   | ph         | [f]      | [f]      |
| r          | [r]      | [r]        | r          | [r]      | [ɾʲ]     |
| s          | [s]      | [ʃ]        | sh         | [h]      | [h]      |
| t          | [tʰ, ht] | [tʃʰ, htʃ] | th         | [h]      | [h]      |

Hay determinados rasgos que conviene hacer notar: 
- El acento recae habitualmente en la primera sílaba: como por ejemplo drochaid (‘un puente’), [ˈtroxatʃ].
- Se introducen vocales epentéticas entre determinadas consonantes adyacentes, en concreto las vibrantes (l o r) y ciertas consonantes de las siguientes:

tarbh (‘toro’): [tʰarav]
Alba (‘Escocia’): [alapa].
- La schwa ([ə]) al final de una palabra se pierde si va sucesivo de una palabra que comienza por vocal. Como por ejemplo:

duine (‘un hombre’): [ˈtɯnʲə]
an duine agad (‘tu hombre’): [ən ˈdɯnʲ akət]

## Gramática
El sustantivo tiene dos géneros (masculino y femenino) y su número puede ser singular y plural. El gaélico escocés, al igual que las demás lenguas celtas salvo el bretón, carece de artículo indefinido, y la propia forma del sustantivo puede indicar, a su vez, la forma indefinida (dùthaich, ‘país’ o ‘un país’). Esta lengua tiene artículo definido, el cual varía considerablemente de forma (y provoca lenición) dependiendo del caso del sustantivo y del género: a’ chlann (‘los niños’), an t-ainm (‘el nombre’), an dotair (‘el doctor’), am bràthair (‘el hermano’).
Al igual que las demás lenguas celtas es un idioma flexivo que tiene los siguientes casos y que se manifiestan mediante la lenición (en la mayoría de los casos): nominativo/acusativo, dativo, genitivo y vocativo. En cuanto al orden de la frase, el verbo va al principio, luego el sujeto y al final el objeto (V+S+O): Bidh (V) mi (S) a' dol (OD) dhan oilthigh (CCL) a-màireach anns a' mhàdainn (CCT) ('Iré a la universidad mañana por la mañana'). 
Cabe destacar la importancia de los llamados pronombres preposicionales, formados mediante la forma de los pronombres tónicos y alguna preposición; por ejemplo: agam (‘en mí’ ← aig+mi), annam (‘en mí’ ← ann+mi), leam (‘conmigo’, ‘por mí’ ← le+mi), etcétera, que sirven para expresar acciones como «tener» (A bheil bràthair no piuthar agad?, ‘¿Tienes hermano o hermana?’; Chan eil Beurla aige, ‘(Él) no sabe inglés’), definirse como un sujeto ('S e oileannach a th’ annam, ‘Soy un estudiante’), preguntar cómo se llama un sujeto (Dè an t-ainim a th’ort?, ‘¿Cómo te llamas?’) o presentar las aflicciones o condiciones (Tha an t-acras orm, ‘Tengo hambre’), etcétera. Literalmente, ‘hay alguna cosa en/con/hacia/etc. alguien’: Tha seann chù agam (lit. ‘Hay un perro viejo en mí’ ← ‘Tengo un perro viejo’).
El verbo gaélico tiene voz (activa y pasiva), modo (indicativo, subjuntivo e imperativo), tiempo, número y persona. Además, los verbos tienen dos formas: la forma independiente y la forma dependiente (además, la forma de futuro presenta una forma relativa). Carece de una forma infinitiva distinta de las otras (el infinitivo debe ser construido desde la raíz verbal para ser usado en las frases y puede tener una forma aspirada y una no aspirada). El gaélico además del verbo bhith ('ser/estar'), tiene solo 10 verbos irregulares.
Para el verbo ser/estar, en gaélico escocés existen tres formas de expresarlo:
- Presentación del sujeto: uso de la partícula is junto con el pronombre tónico en forma enfática (Is mise Seumas, 'Soy Jaime').
- Descripción del sujeto: uso de la forma tha / chan eil (Tha e glè bhrèagha an-diugh, nach eil?, 'Hoy hace buen día, ¿no?').
- Definición del sujeto: uso de la forma  's e / chan e
  - Definición del sujeto mediante un nombre con artículo indefinido: uso de la forma  's e/chan e + nombre + pronombre preposicional ( 'S e dotair a th' innte, '(Ella) es (una) doctora').
  - Definición del sujeto mediante un nombre con artículo definido: uso de la forma  's e/chan e + pronombre tónico enfático / nombre propio + nombre con artículo definido ( 'S e mise an sagart, '(Yo) soy el cura').

### Sistema de cómputo
Al igual que el galés, el gaélico escocés tiene dos sistemas de cómputo, el decimal y el vigesimal.

## Muestra textual

### Artículo 1 de la Declaración Universal de los Derechos Humanos
Tha gach uile dhuine air a bhreth saor agus co-ionnan ann an urram ’s ann an còirichean. Tha iad air am breth le reusan is le cogais agus mar sin bu chòir dhaibh a bhith beò nam measg fhein ann an spiorad bràthaireil.
‘Todos los seres humanos nacen libres e iguales en dignidad y derechos y, dotados como están de razón y conciencia, deben comportarse fraternalmente los unos con los otros.’

### San Juan V 1 - 8
- 1. An toiseach bha am Focal, agus bha am Focal maille ri Dia, agus b’e am Focal Dia.
- 2. Bha e seo air tùs maille ri Dia.
- 3. Rinneadh na h-uile nithean leis; agus

## Reconocimiento oficial

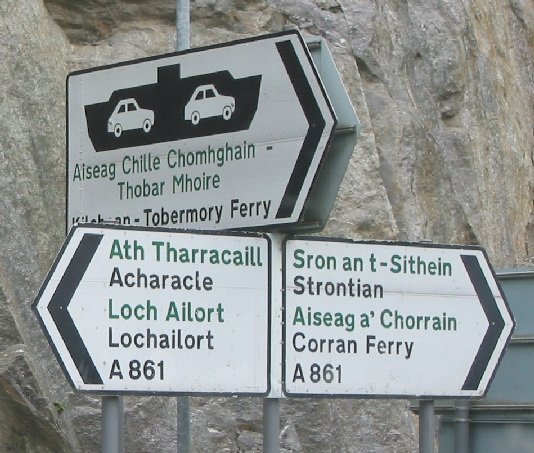
Señales bilingües en gaélico escocés (en verde) y en inglés (en negro).

A pesar de haber sido prohibido y relegado de la enseñanza pública y uso público durante siglos por parte de las autoridades inglesas y también escocesas, en el año 2005 fue promulgada el Acta del idioma gaélico (Gaelic Language (Scotland) Act) alcanzando un grado de reconocimiento oficial por parte del Gobierno de Escocia, dándole igual respeto que al inglés y encomendando su promoción y desarrollo a Bòrd na Gàidhlig.
El gaélico es enseñado en las escuelas y el gobierno escocés mediante Bòrd na Gàidhlig intenta aumentar el número de alumnos que lo estudian tanto en las Tierras Altas como en las Tierras Bajas, para ello ha iniciado un plan para reclutar a más profesores que puedan enseñarlo y a aumentar el número de establecimientos educacionales de todos los niveles donde se enseña.
Desde 2008 comenzó a funcionar BBC Alba que transmite gran parte de sus contenidos en gaélico. La BBC también opera la Radio nan Gàidheal.
Gradualmente se ha ido introduciendo señalética vial bilingüe gaélico-inglesa en áreas donde se habla gaélico en las Tierras Altas, las Islas y Argyll. En muchos casos es solo la readopción de la forma ortográfica tradicional (como por ejemplo Ràtagan o Loch Ailleart en vez de las formas anglicadas de Ratagan o Lochailort respectivamente). Recientemente el Highland Council (Comhairle na Gàidhealtachd) ha tenido la intención de introducir señalética vial bilingüe en toda su área de jurisdicción, a lo que se han resistido algunos residentes.

## Medios de comunicación
- Radio:
  - BBC Radio nan Gaidheal
- Televisión:
  - BBC Alba
  - Tele-G
  - Canal Gaelic Digital Service
- Prensa:
  - The Scotsman